# Tylotiella roseofusca
Tylotiella roseofusca là một loài ốc biển, là động vật thân mềm chân bụng sống ở biển thuộc họ Drilliidae.